# Costera
|  | Per a altres significats, vegeu «Costera (desambiguació)». |

La Costera és una comarca central del País Valencià, amb capital a Xàtiva.

## Geografia
Limita al nord amb la Canal de Navarrés i la Ribera Alta, a l'est mínimament amb la Safor, al sud amb la Vall d'Albaida i a l'oest amb l'Alt Vinalopó i Castella.
La comarca està dividida geogràficament en tres subcomarques, la Vall de Montesa una gran vall que aplega les poblacions de Montesa, Vallada, Moixent i la Font de la Figuera; la Costera de Ranes una vall més estreta i en costera que aplega les poblacions de la Llosa de Ranes, Rotglà i Corberà, Llanera de Ranes, Torrella, Cerdà, Vallés, la Granja de la Costera, l'Alcúdia de Crespins i Canals, a la qual també s'inclou Estubeny; i l'Horta de Xàtiva una extensa horta amb el Puig al bell mig que aplega els pobles de Xàtiva, Novetlè, Barxeta, Llocnou d'En Fenollet i el Genovés (situat, com Xàtiva entre falda de la muntanya i començament de la vall).
La comarca de la Costera és una comarca estreta que s'estén d'est a oest entre la Serra Grossa i la serra d'Énguera, i ha sigut un pas natural entre Castella i el País Valencià durant tota la història. Per això, la Costera no només és travessada pel riu Cànyoles, sinó també pel camí de Castella o camí Reial.

## Municipis
Les dades bàsiques dels «19 municipis», amb les xifres de població del padró municipal d'habitants 2023, són:
| Municipi                | Habitants (2023) | Sup. (km²) | Dens. (2023) (hab./km²) |
| ----------------------- | ---------------- | ---------- | ----------------------- |
| Xàtiva                  | 30.072           | 76,6       | 392,6                   |
| Canals                  | 13.162           | 21,9       | 601,0                   |
| l'Alcúdia de Crespins   | 5.361            | 5,2        | 1.031,0                 |
| Moixent                 | 4.383            | 170,2      | 25,8                    |
| la Llosa de Ranes       | 3.681            | 7,1        | 518,5                   |
| Vallada                 | 3.063            | 61,5       | 49,8                    |
| el Genovés              | 2.778            | 15,7       | 176,9                   |
| la Font de la Figuera   | 2.031            | 84,3       | 24,1                    |
| Barxeta                 | 1.595            | 28,5       | 56,0                    |
| Rotglà i Corberà        | 1.165            | 6,2        | 187,9                   |
| Montesa                 | 1.132            | 48,1       | 23,5                    |
| Llanera de Ranes        | 1.054            | 9,3        | 113,3                   |
| Llocnou d'en Fenollet   | 908              | 1,5        | 605,3                   |
| Novetlè                 | 856              | 1,5        | 570,7                   |
| Cerdà                   | 360              | 1,5        | 240,0                   |
| la Granja de la Costera | 288              | 0,8        | 360,0                   |
| Vallés                  | 151              | 1,2        | 125,8                   |
| Torrella                | 143              | 1,1        | 130,0                   |
| Estubeny                | 114              | 6,4        | 17,8                    |
| la Costera              | 72.297           | 528,2      | 136,9                   |

## Història
La comarca de la Costera és de creació moderna, l'any 1989, i hi comprèn part de les antigues comarques de la Vall de Montesa, la Costera de Ranes, i l'Horta de Xàtiva, a més del municipi d'Estubeny (antiga comarca de la Ribera Alta). Aquestes comarques antigues apareixen al mapa de comarques d'Emili Beüt «Comarques naturals del Regne de València» publicat l'any 1934.

### Evolució dels municipis de la comarca
Fins al segle xix la comarca tenia 26 municipis que van reduir-se fins als actuals 19 a la segona meitat d'eixe segle per diferents causes, una d'elles la poca població de moltes de les localitats. El 1857 els municipis de Corberà i Rotglà es fusionaren i van formar l'actual Rotglà i Corberà, mentre que les localitats de Sorió i la Torre d'en Lloris s'annexionaren a Xàtiva i Alboi va passar a dependre del Genovés. Eixe mateix any es va formar, per contra, el municipi de la Granja de la Costera al separar-se de Vallés.
El 1877 desapareixerien com a municipis la Torre de Cerdà i Torrent de Fenollet, que serien annexionats als municipis d'Aiacor i Llanera de Ranes, respectivament. El 1887 encara, la xicoteta localitat d'Annauir passaria a ser annexionada a Xàtiva, mentre que Aiacor (amb la Torre de Cerdà annexionada una dècada abans) passaria a dependre definitivament de Canals. Així es van configurar els 19 municipis que formen la comarca actualment.